# Gran Turismo Sport
Gran Turismo Sport je závodní videohra vyvinutá japonským studiem Polyphony Digital a vydána společností Sony Interactive Entertainment pro konzoli PlayStation 4. Jedná se o třináctý díl v sérii videoher Gran Turismo a první hra v sérii určena pro PlayStation 4. Hra byla oznámena na akci Paris Games Week v roce 2015, do prodeje se dostala ale až v říjnu 2017. Od kritiků hra získala převážně kladné hodnocení.

## Hratelnost
Podobně jako předchůdci, Gran Turismo Sport je závodní hra a obsahuje tři hlavní herní módy: režim "Sport", režim "Arcade" a režim kariéry. Další velkou součástí hry je online závodění. Ačkoliv nemá hra číselné označení (mělo by následovat Gran Turismo 7), jedná se o plnohodnotného člena série. Na rozdíl od předchozích her Gran Turismo 5 a Gran Turismo 6 ve hře není dynamický systém počasí a denní/noční cyklus. Nicméně hráči mají stále možnost nastavit čas, ve kterém se závod jede, před vstupem do závodu. Při vydání hra obsahovala 177 automobilů a 27 konfigurací 19 okruhů a tratí. Poprvé v sérii Gran Turismo hra obsahuje vozidla Porsche, poté, co společnost Electronic Arts ztratila licenční práva k této značce (předchozí hry Gran Turismo nabízely upravené vozy Porsche pod značkou RUF).
Na vývoji hry se podílel bývalý pilot F1 Kamui Kobajaši, který poskytl technickou pomoc.

### Režim Sport
Režim Sport se skládá ze tří různých online závodů, které se resetují každý týden. Hráči jsou seřazeni podle "DR" (hodnocení řidiče) a "SR" (hodnocení sportovního chování). Nejvyšší dosažitelná úroveň hodnocení řidiče je A+ (je zde ovšem i level S, který je ale vymezen pro 200 nejlepších hráčů na světě) a nejvyšší dosažitelná úroveň sportovního chování S. Nejnižšími úrovněmi jsou úrovně E a E. Je zde také omezení vozidel, aby neměl určitý hráč výhodu nad jiným hráčem z důvodu rychlosti jeho vozidla.

#### FIA Gran Turismo Online Šampionát
Současně po celý rok se konají dva oficiální šampionáty pod hlavičkou FIA: Pohár Národů, kde hráči reprezentují svou zemi, a Pohár Výrobců, kde hráči reprezentují jejich oblíbeného výrobce automobilů. FIA spravuje šampionát stejným způsobem jako spravuje veškeré své jiné skutečné série. Vítězové mistrovství jsou oceněni na každoročním FIA gala-večeru v Paříži.
Vítěz šampionátu národu roku 2018 je Igor Fraga za americký region a konstruktéry ovládl Lexus, následovaný Toyotou a Aston Martinem.

#### Kategorie vozů
Jedná se o hlavní herní mechaniku hry, kdy proti sobě mohou závodit vozy pouze stejné kategorie.
- Gr.1 - vozy LMP1, vozy skupiny C a koncepty Vision Gran Turismo
- Gr.2 - vozy kategorií GT500 a JGTC
- Gr.3 - vozy kategorie GT3
- Gr.4 - vozy kategorie GT4
- Gr.X - prototypy, hypersporty a některé koncepty Vision Gran Turismo
- Gr.B - vozy Rallye
- třídy N (100–1000) - silniční auta vozy od VW Golf až po Mclaren F1 či Bugatti Veyron

### PlayStation VR
Gran Turismo Sport mělo být plně kompatibilní s headsetem virtuální reality PlayStation VR. Zážitek při hraní popsal tvůrce série Kazunori Yamauchi jako "velmi dobrý a velmi přirozený". Nicméně později bylo oznámeno, že VR podpora bude omezena pouze na speciální režim VR Tour, kde hráč může závodit pouze proti jednom vozu či si vozy prohlížet v menu.

### Aktualizace
| Datum aktualizace | Nové vozy | Nové tratě             | Změna/úprava na tratích | Verze |
| ----------------- | --- | ---------------------- | --- | ----- |
| 26. září 2019     | - Chevrolet Camaro ZL1 1LE Package '18 - Chevrolet Corvette StingRay Racer Concept '59 - Dodge Super Bee '70 - Ferrari 365 GTB4 '71                                                          |                        | „Tokyo Expressway – centrální vnitřní smyčka“, „Tokyo Expressway – centrální vnější smyčka“, „Tokyo Expressway – východní vnější smyčka“ a „ Tokyo Expressway – východní vnitřní smyčka“ byly přidány „mokré podmínky“. | 1.45  |
| 31. července 2019 | - Honda S800 '66 (N100) - Honda Civic Type R (EK) '98 (N200) - Jaguar D-type ’54 (Gr. X) - Mazda Roadster Touring Car (N200) - Porsche 911 Turbo (930) '81 (N300)                            |                        | | 1.41  |
| 26. 06. 2019      | - Chevrolet Camaro Z28 '69 (N300) - Toyota Tundra TRD Pro '19 (N400) - Toyota Sports 800 '65 (N100) - Renault Sport Clio V6 24V '00 (N200) - Gran Turismo Red Bull X2019 Competition (Gr. X) | Sardegna – Okruh       | | 1.40  |
| 29. 05. 2019      | | Goodwood Motor Circuit | | 1.39  |

22. prosince 2017 byla vydána první velká aktualizace, která do hry přidala 15 nových vozů a především klasickou single player kampaň s názvem "Liga GT", která ve hře při vydání chyběla. Druhá větší aktualizace byla vydána 26. ledna 2018. Ta přidala 10 nových aut, novou trať (Monza) a nové varianty ve hře již existujících tratí. Třetí velká aktualizace byla vydána 28. února 2018 a obsahovala 12 nových vozidel, nové varianty tratí a nové závody do Ligy GT. Čtvrtá velká aktualizace dorazila 29. března 2018 s 13 novými vozy, novou závodní kategorií (Gr.2) pro tři nové vozidla kategorie GT500, novou tratí (Tsukuba) a dalším rozšířením Ligy GT. Pátá aktualizace vyšla 30. dubna a přidala do hry vůz Toyota GR Supra, nové závody do Ligy GT a novou variantu fiktivního okruhu Dragon Trail. 30. května dorazil šestý velký update, který do hry přidal Circuit de la Sarthe (okruh hostící legendární závod 24 hodin Le Mans) a devět nových vozů, včetně tří vozů kategorie Group C, z nichž dva (Jaguar XJR-9 a Sauber Mercedes C9) vyhrály Le Mans v roce 1988 a 1989. Červencová aktualizace přidala osm nových vozů včetně monopostu Formule 1 Mercedes AMG F1 W08 EQ Power+, fiktivní okruh Circuit de Sainte-Croix a nové závody Ligy GT. Srpnová aktualizace dorazila s osmi novými vozy, okruhem Red Bull Ring a novými závody. Aktualizace v září přidala do hry 8 nových vozidel, okruh Fuji International Speedway a další nové závody Ligy GT. Desátá velká aktualizace hry vydána 6. listopadu přidala opět osm aut, nové závody a okruh Circuit de Catalunya.